# Gabriele Kuby

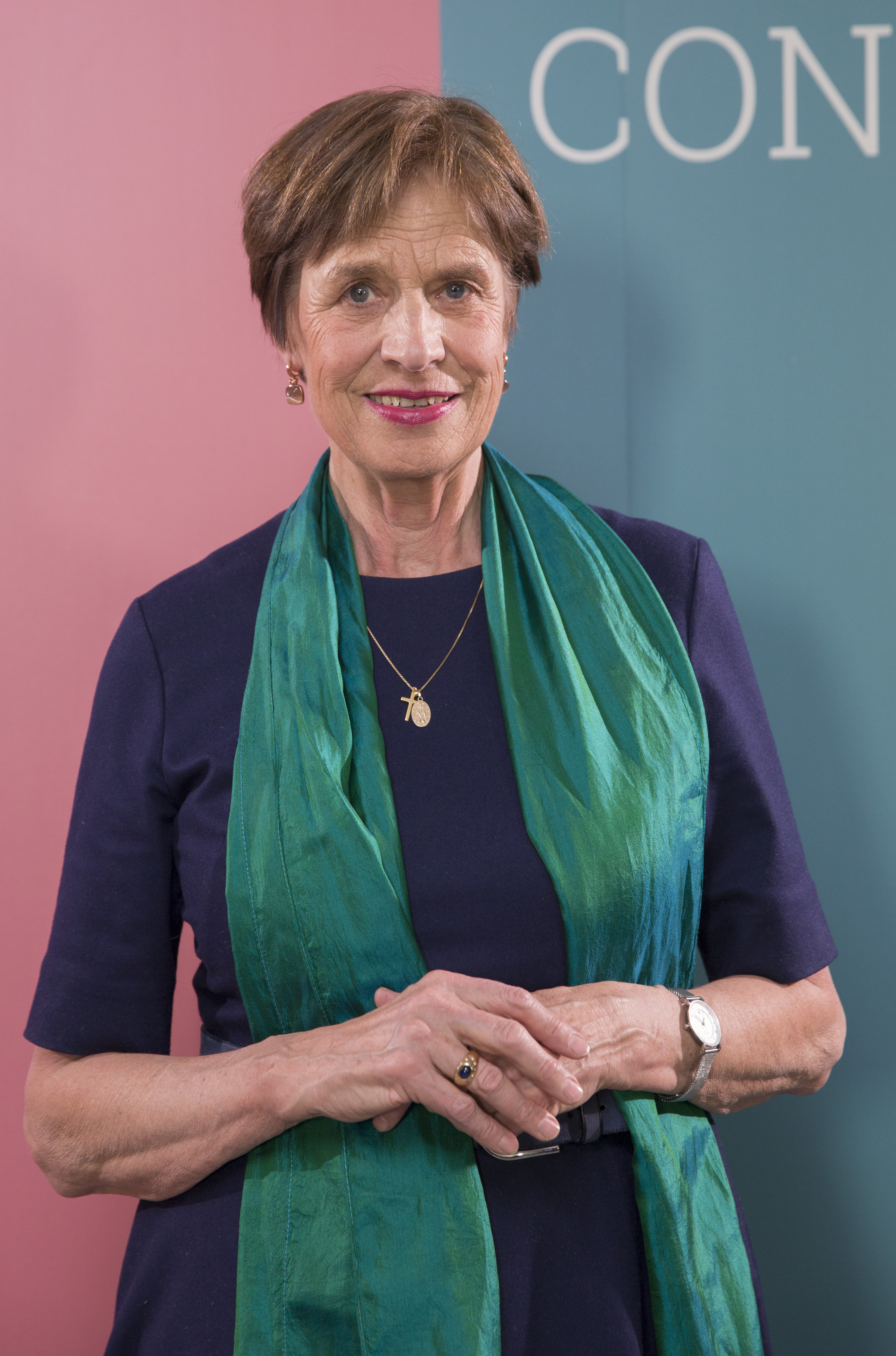
Gabriele Kuby (2014)

Gabriele Kuby (nascida em 1944 em Constança, Alemanha) é um escritora e socióloga alemã. Ela é uma católica convertida e conhecida por ideias católicas tradicionais e posições ortodoxas sobre sexualidade e gênero, que são declaradas em obras como The Global Sexual Revolution: The Destruction of Freedom in the Name of Freedom. Ela também ficou conhecida por criticar a moralidade da série Harry Potter.

## Vida pessoal
Ela é filha de Erich Kuby, irmã de Clemens Kuby, e sobrinha de Werner Heisenberg e E.F. Schumacher. Kuby é mãe de três filhos, é formada em sociologia em Berlim e completou seu mestrado em Constança.